# Victor Ballot
Victor Marie Paul Ballot (* 11. Oktober 1853 in Fort-de-France, Martinique; † 17. März 1939 in Paris) war ein französischer Kolonialverwalter und erster Gouverneur der Kolonie Dahomey.

## Leben
Ballot wurde in Martinique als Sohn eines Marine-Arztes geboren. Er studierte in Paris, wurde 1887 Kommandeur von Porto-Novo und 1891 Vizegouverneur von Dahomey. Auf sein Betreiben hin wurde Porto-Novo stark zur Festung ausgebaut und er bereitete Expeditionen von Alfred Amédée Dodds gegen Behanzin, König von Dahomey vor. Nachdem das Königreich 1894 offiziell zur französischen Kolonie Dahomey wurde, wurde Ballot als erster Gouverneur berufen. Diese Position hielt er bis 1900. Ballot war dann noch Gouverneur von Guadeloupe und schied 1904 aus dem aktiven Dienst aus. Er starb 1939.
Um den Bedarf an Kommunikation zwischen Frankreich und seiner damaligen Kolonie zu decken, wurde Ende des 19. Jahrhunderts auf sein Betreiben hin der Dienst Postes, Télégraphes et Téléphones (PTT) eingerichtet. Dieser wurde auch nach dem Ende der Kolonialzeit 1960 beibehalten und 2004 in den Postbereich La Poste du Bénin sowie den Telekommunikationsbereich Bénin Télécoms aufgespalten. In Porto-Novo wurde mit dem Lycée Victor Ballot eine Schule nach ihm benannt.